# Perłówka jednokwiatowa
Perłówka jednokwiatowa (Melica uniflora) – gatunek byliny z rodziny wiechlinowatych. Występuje w Europie sięgając na wschodzie do Finlandii, krajów bałtyckich, Ukrainy i Kaukazu. W Azji rośnie w Turcji i Syrii, poza tym w północno-zachodniej Afryce. W Polsce gatunek występujący na rozproszonych stanowiskach w południowej, zachodniej i północnej części kraju.

## Morfologia

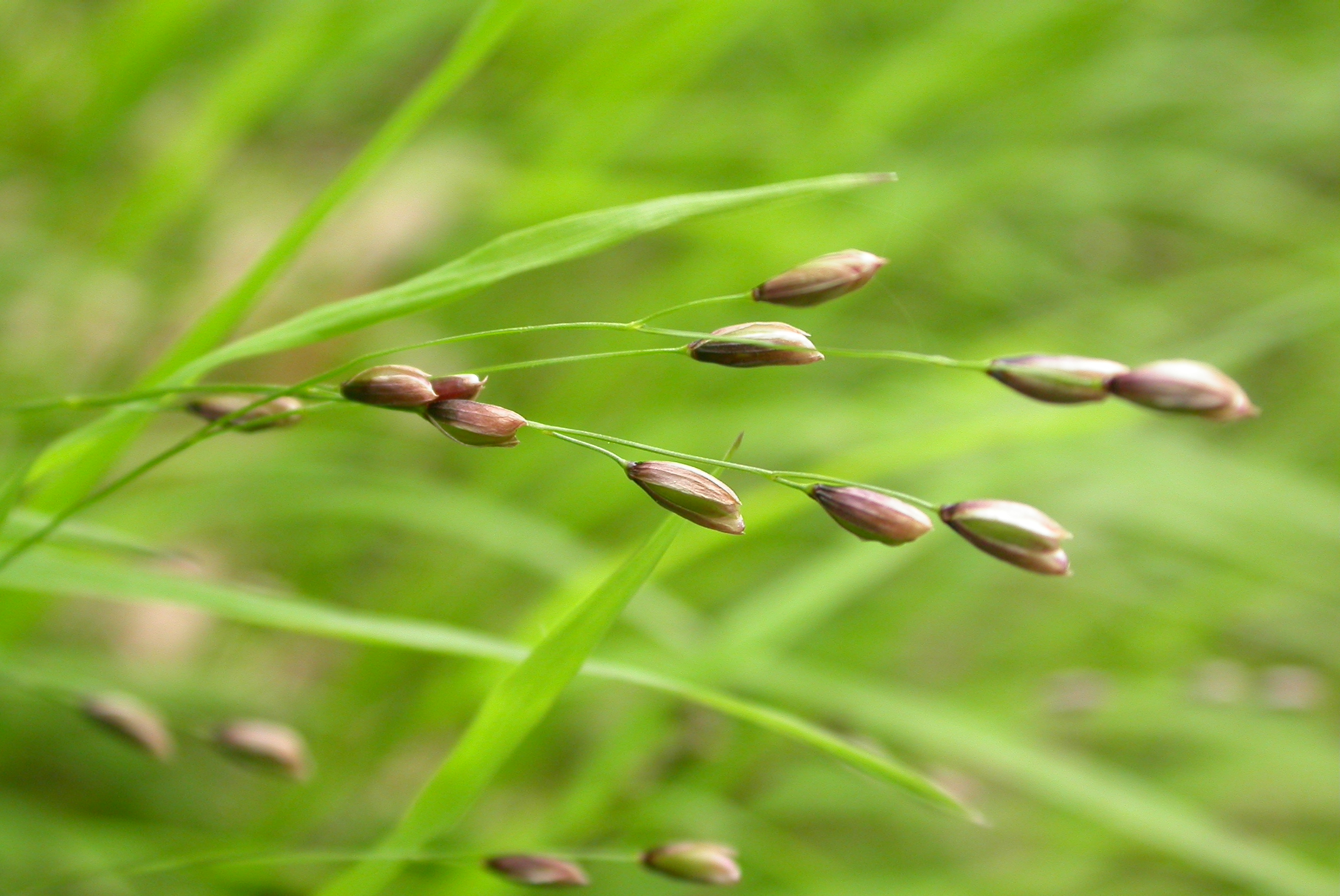
Fragment kwiatostanu

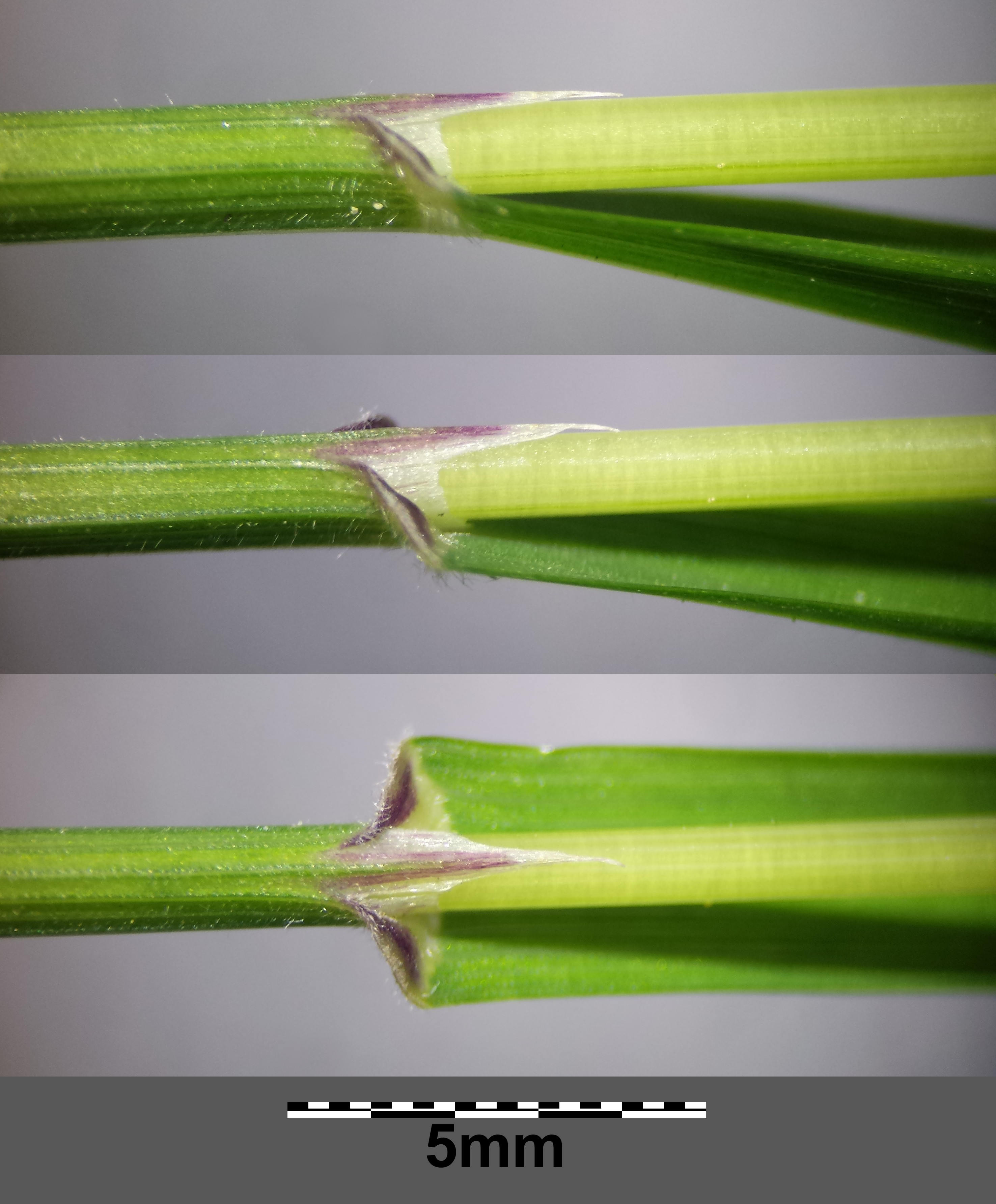
Nasada blaszki z języczkiem

PokrójWieloletnia roślina zielna, tworząca zwarte murawy w lasach bukowych lub grądach o bujnym runie.
ŁodygaCienkie, wiotkie źdźbło o wysokości do 60 cm. Pod ziemią cienkie i długie kłącze, z którego wyrastają rozłogi.
LiścieJasnozielone o długiej równowąskiej blaszce. Pochwa liściowa zrośnięta w rurkę obejmującą źdźbło. W miejscu przejścia w blaszkę liściową znajduje się niewielki błoniasty języczek zakończony ząbkiem.
KwiatyDrobne kłoski zebrane w szczytową wiechę.
OwocZiarniak.

## Biologia i ekologia
Rośnie w lasach liściastych, najczęściej bukowych, rzadziej na obrzeżach zarośli, w zbiorowiskach okrajkowych. Jest geofitem i hemikryptofitem. Kwiaty ma wiatropylne. Preferuje podłoża o żyznej próchnicznej glebie. W klasyfikacji zbiorowisk roślinnych gatunek charakterystyczny dla związku lasów bukowych (All. Fagion) oraz dla żyznej buczyny niżowej (Galio odorati-Fagetum). Jest podstawową rośliną żywicielską dla motyla Elachista compsa.

## Zmienność
Tworzy mieszańce z perłówką zwisłą (Melica nutans) i kolorową (Melica picta).